# Andrew Irvine

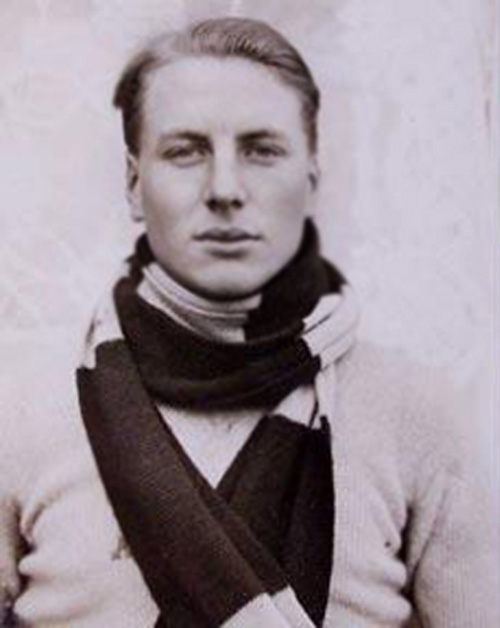
Andrew Irvine (1920)

Andrew „Sandy“ Comyn Irvine (* 8. April 1902 in Birkenhead, England; verschollen seit dem 8. Juni 1924) war ein britischer Bergsteiger. Er kam wahrscheinlich beim Versuch der Erstbesteigung des Mount Everest um. Bis heute wird spekuliert, ob er den Gipfel erreichte, bevor er starb.

## Biographie
Andrew Irvine besuchte die Birkenhead School und die Shrewsbury School und studierte dann Ingenieurwissenschaften am Merton College, Oxford. Er war ein begeisterter Sportler und vor allem ein exzellenter Ruderer. 1923 gewann er mit seiner Universitätsmannschaft die begehrte Trophäe des Oxford and Cambridge Boat Race.
Als ihm 1924 die Teilnahme an einer Mount-Everest-Expedition angeboten wurde, hatte der damals 22-Jährige sein Studium noch nicht abgeschlossen. Diese Expedition war damals der zweite ernsthafte Versuch, den Mount Everest zu besteigen. Ebenfalls Teilnehmer dieser Expedition war George Mallory, der bis heute als einer der Pioniere des Alpinismus gilt. Er war auch zwei Jahre zuvor bei der gescheiterten Expedition 1922 dabei gewesen.
Mit Andrew Irvine wählte man zwar nicht einen der erfahrensten Alpinisten aus, allerdings hatte der angehende Ingenieur und Hobbyfotograf in England durch seine körperliche Fitness und unkonventionelle Art zu klettern bei einer Spitzbergen-Expedition auf sich aufmerksam machen können. Hinzu kam, dass er sich aufgrund seines Studiums äußerst gut auf den Umgang mit den damals neu entwickelten Atemgeräten und Sauerstoffflaschen verstand. Noch während des Anmarsches und auch in den Hochlagern befasste sich Irvine mit Reparaturen und Verbesserungen an den damals noch recht neuen Ausrüstungen.
Am 23. November 1999 wurde der Asteroid (6825) Irvine nach ihm benannt.

## Expedition

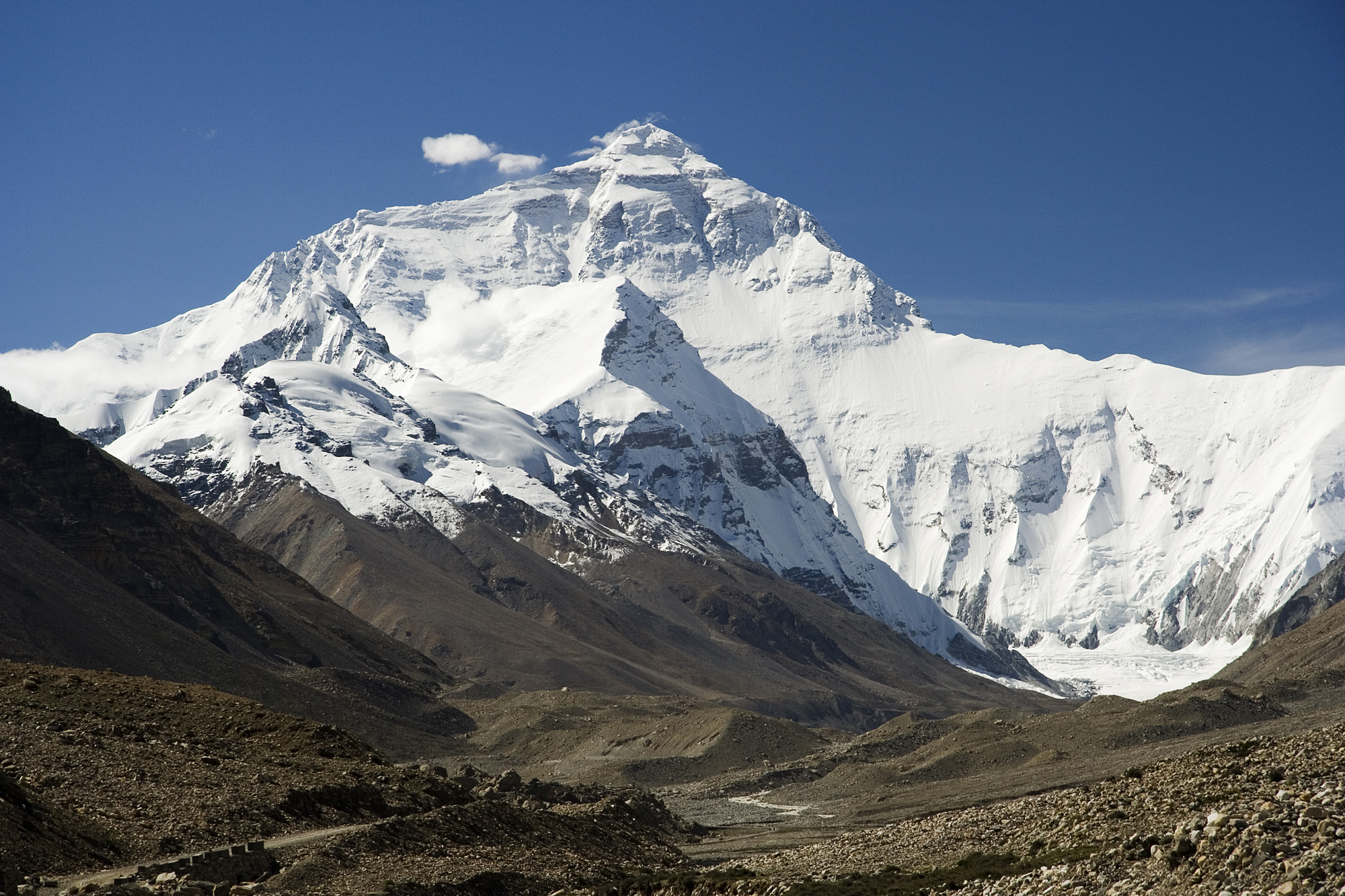
Mount Everest

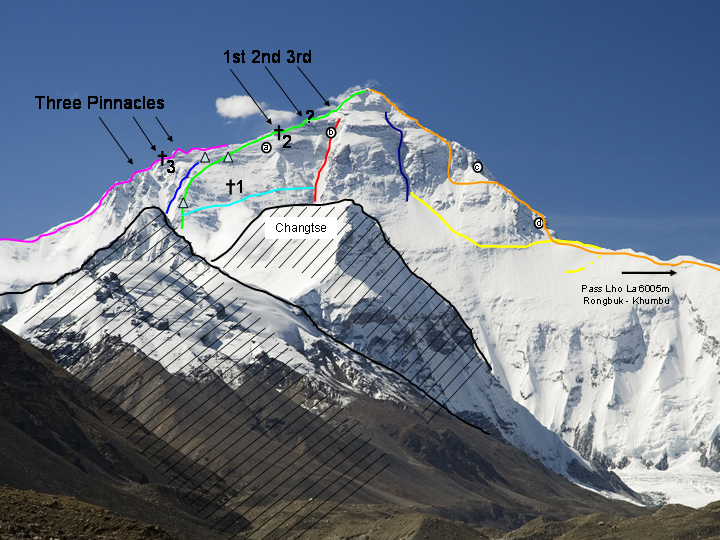
Nordwand des Mt. Everest
grün: Normalweg Nord, Hochlager bei 7700 und 8300 m
1922/24 ging die Route über das linke der Lager bei 8300 m
(a) Finch 1922 ca. 8325 m
(b) Norton 1924 ca. 8573 m
?: Second Step, Schlüsselstelle auf dem oberen Nordostgrat
+1 = Fundort G. Mallory

Am Morgen des 8. Juni 1924 machten sich Mallory und Irvine vom letzten Hochlager, Lager VI, (ca. 8140 m) auf den Weg zum Gipfel. Zeit- und Erfolgsdruck ließ die beiden trotz nicht perfekten Wetters ihren Angriff starten. Das letzte Mal gesehen wurden sie vermutlich von Noel Odell gegen 13 Uhr, mit großer Verspätung an einer Felsstufe.
Die Frage, ob es die beiden auf den Gipfel schafften und somit 29 Jahre vor Tenzing Norgay und Edmund Hillary den Mount Everest erstbestiegen hätten, gilt als ein Mysterium und gibt der Welt des Alpinismus bis heute Anlass zu unzähligen Debatten und Diskussionen. Nahezu sämtliche führenden Alpinisten spekulieren, ob es den beiden zur damaligen Zeit, mit den damaligen technischen Möglichkeiten und unter den bekannten Bedingungen überhaupt möglich gewesen sei, den Aufstieg zu bewältigen. Sir Edmund Hillary äußerte sich dahingehend nur einmal mit der Aussage, es sei Tatsache, dass er in jedem Fall der Erste gewesen sei, der auch wieder lebend vom Gipfel des Mount Everest zurückkehrte.

## Erhoffte Aufklärung
In den 1960er Jahren – nach der Angliederung Tibets an China – begann man von chinesischer Seite aus, den Nordgrat zu erschließen und den Gipfel zu ersteigen. 1975 wurde eine Leiter am sogenannten Second Step angebracht. Diese Stelle markiert den wohl schwierigsten Abschnitt der Route und war nach Einschätzung damaliger Kletterfertigkeiten vielleicht ein unüberwindliches Hindernis. Mehrere Bergsteiger haben den Second Step bis heute frei geklettert und damit bewiesen, dass der Second Step mit den Mitteln der damaligen Zeit und dem Können von Mallory und Irvine bezwingbar war. Der Chinese Wang Hongbao sah westlich des Grates angeblich die Leiche eines Bergsteigers. Dieser konnte in dieser Höhe nur Irvine oder Mallory sein, denn vor der chinesischen Expedition waren nur diese beiden so hoch gelangt und dann am Berg verschollen.
1986 und 1999 starteten Expeditionen nach Tibet in der Hoffnung, z. B. die Kamera Andrew Irvines zu finden und damit die Fragen um die beiden Bergsteiger zu klären. Am 1. Mai 1999 wurde in einer Höhe von 8.150 m die durch die dünne Luft und die Kälte gut konservierte Leiche Mallorys gefunden. Der Fund war eine weltweite Sensation. Ein Beweis, der wesentliche Fragen beantwortet hätte, blieb jedoch aus und man fand bei Mallorys Leiche keine Kamera. 2010 wurde erneut eine Expedition unter der Leitung von Jochen Hemmleb zum Everest gestartet, um die Leiche Irvines zu finden und damit das Rätsel um die Erstbesteigung zu klären. Jedoch kehrte auch diese Expedition ohne neue Erkenntnisse aus Tibet zurück.
Im September 2024 wurde im Zuge einer National-Geographic-Expedition am Rongpu-Gletscher unterhalb der Nordwand des Mount Everest ein Bergschuh mit einem Socken mit Etikett mit der Aufschrift A.C. Irvine gefunden. In dem Schuh befand sich ein Teil von einem Fuß. Mitglieder der Familie von Irvine haben sich bereit erklärt einen DNA-Test zu machen, damit bestätigt werden kann, ob die Überreste wirklich zu Sandy Irvine gehören.